# Onza líquida

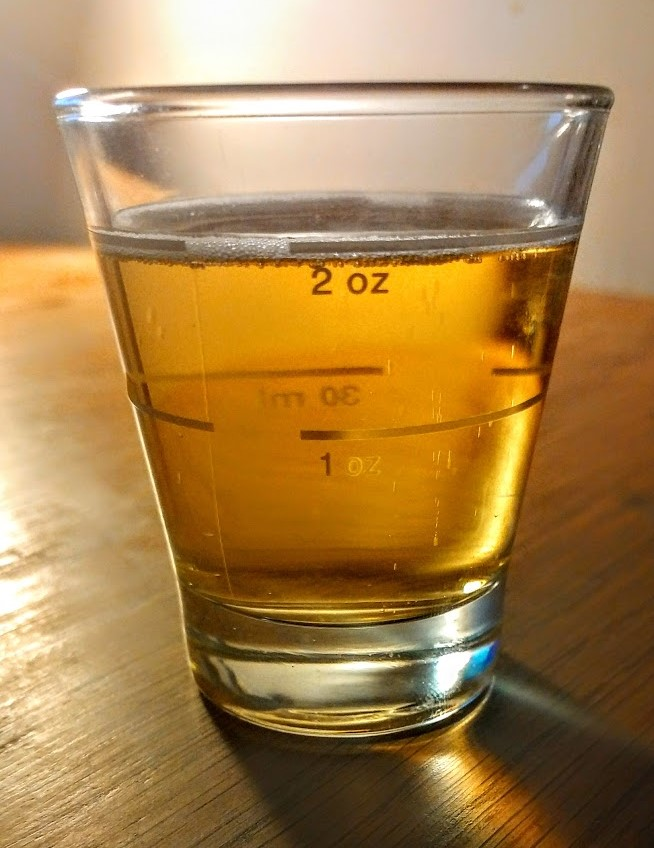
Vaso de ejemplo con 2 onzas líquidas imperiales

La onza líquida (fluid ounce en inglés —fl.oz. en abreviatura—) es una unidad de volumen del sistema Avoirdupois, utilizada frecuentemente en los Estados Unidos (y anteriormente en territorios de la Mancomunidad Británica) para indicar el contenido de algunos recipientes, como envases de líquidos, biberones (mamilas), etc.
También es la unidad de medida utilizada por los barman para la elaboración de cocteles. La onza líquida británica es igual a 28,4130625 mL, y la onza líquida estadounidense es igual a 29,5735295625 mL.

## Historia
La onza líquida era originalmente el volumen ocupado por una onza de alguna sustancia, por ejemplo vino (en Inglaterra) o agua (en Escocia). La onza en cuestión también varió según el sistema de medición de fluidos, como el que se usa para vino o para la cerveza.
Varias cantidades de onzas fueron usadas por siglos, incluyendo la onza Torre (Tower ounce), la onza Troy (Troy ounce), la onza Avoirdupois (Avoirdupois ounce) y onzas utilizados en el comercio internacional, tales como la onza París Troy, una situación complica aún más por la práctica medieval de «derechos de emisión», mediante el cual una unidad de medida era no necesariamente igual a la suma de sus partes. Por ejemplo, el saco de lana de 364 libras (165 kg) tenía un subsidio de 14 libras (6,4 kg) para el peso del saco y otros materiales de embalaje.
En 1824, el parlamento británico definió el galón imperial como el volumen de diez libras de agua a temperatura estándar. El galón se dividió en cuatro cuartos, el cuarto en dos pintas, la pinta en cuatro gills y el gill en cinco onzas; así, había 160 onzas líquidas imperiales por galón.
Esto hizo que la masa de una onza líquida de agua fuera aproximadamente una onza Avoirdupois (28.35 g), una relación que sigue siendo aproximadamente válida hoy a pesar de que la definición del galón imperial se revisó ligeramente para ser 4.54609 litros (lo que hace que la onza líquida imperial sea exactamente 28.4130625 mL).
La onza líquida estadounidense se basa en el galón estadounidense, que a su vez se basa en el galón de vino de 231 pulgadas cúbicas que se utilizó en el Reino Unido antes de 1824. Con la adopción de la pulgada internacional, la onza líquida estadounidense se convirtió en 29.5735295625 mL exactamente, o aproximadamente un 4 % más grande que la unidad imperial.

## Onza líquida imperial o británica
Una onza líquida imperial equivale a:
- 0,0001785714285714324 barriles imperiales
- 0,00625 galones imperiales
- 0,025 cuartos imperiales
- 0,05 pintas imperiales
- 0,2 gills imperiales
- 8 dracmas líquidas imperiales
- 24 escrúpulos líquidos
- 480 minims imperiales

## Onza líquida estadounidense
Una onza líquida estadounidense equivale a:
- 0,0001860119047619 barriles estadounidenses
- 0,0078125 galones estadounidenses
- 0,03125 cuartos estadounidenses
- 0,0625 pintas estadounidenses
- 0,25 gills estadounidenses
- 8 dracmas líquidas estadounidenses
- 480 minims estadounidenses